# Ljusnarsbergs distrikt
Ljusnarsbergs distrikt är det enda distriktet i Ljusnarsbergs kommun i Örebro län. Distriktet ligger omkring Kopparberg och Ställdalen i nordvästra Västmanland och gränsar till Dalarna. 

## Tidigare administrativ tillhörighet
Distriktet inrättades 2016 och utgörs av Ljusnarsbergs socken i Ljusnarsbergs kommun
Området motsvarar den omfattning Ljusnarsbergs församling hade vid årsskiftet 1999/2000. Distriktets omfattning är identiskt med kommunens bortsett från gränsjusteringar som skett efter 2000.

## Tätorter och småorter
I Ljusnarsbergs distrikt finns två tätorter och fem småorter.

### Tätorter
- Kopparberg
- Ställdalen

### Småorter
- Basttjärn
- Högfors
- Hörken
- Lerviken
- Ställberg